# Blueprint (Ferry Corsten)
Blueprint is het zesde studioalbum van de Nederlandse tranceartiest Ferry Corsten. Het album werd op 26 mei 2017 uitgebracht en telt 17 nummers.

## Beschrijving
Het album is opgezet als conceptalbum dat is gebaseerd op een sciencefictionthema. Volgens Corsten kwam de inspiratie voor het album van zijn vader, die hem herinnerde aan Jeff Wayne's Musical Version of The War of the Worlds, een album waar ze vroeger samen naar luisterden.
Volgens Corsten kon hij zijn favoriete interesses, muziek en sciencefiction, hierbij combineren. De verhaallijn werd geschreven door David Harrington Miller en ingesproken door Campbell Scott.
Er zijn vijf nummers van het album uitgebracht als single.

## Ontvangst
Blueprint werd positief ontvangen in recensies. Men prees het gebruik van een voice-over en sciencefiction als hoofdthema, evenals het geluidsontwerp.

## Nummers
Het album bevat de volgende nummers:
| 1.                   | Reception               | Nanuk                   | 2:21 |
| 2.                   | Blueprint               |                         | 5:21 |
| 3.                   | Your Face               | Eric Lumiere            | 4:08 |
| 4.                   | Venere (Vee's Theme)    |                         | 5:14 |
| 5.                   | Something To Believe In | Eric Lumiere            | 4:54 |
| 6.                   | Waiting                 | Niels Geusebroek        | 4:42 |
| 7.                   | Here We Are             | Haliene                 | 5:01 |
| 8.                   | Edge of the Sky         | Haliene                 | 4:07 |
| 9.                   | A World Beyond          |                         | 9:43 |
| 10.                  | Trust                   |                         | 6:19 |
| 11.                  | Lonely Inside           |                         | 5:12 |
| 12.                  | Piece of You            | Haliene                 | 4:25 |
| 13.                  | Wherever You Are        | Haliene                 | 6:29 |
| 14.                  | Drum's A Weapon         |                         | 5:50 |
| 15.                  | Reanimate               | Clarity                 | 4:13 |
| 16.                  | Another Sunrise         | Eric Lumiere en Haliene | 4:50 |
| 17.                  | Eternity                | Bagga Bownz             | 6:19 |
| Totale duur: 1:29:08 |                         |                         |      |

## Medewerkers
- Ferry Corsten – componist, producent
- Niels Geusebroek – schrijver, componist
- Matthew Steeper – producent
- Tony Verdult – producent
- Pete Nappi – producent
- Yk Koi – schrijver, componist
- Kelly Sweet – vocalen
- Claire Rachel Wilkinson – vocalen
- Campbell Scott – verteller